# Paula Ben Gourion
Paula Ben Gourion (en hébreu : פולה בן-גוריון) (née Munweis en 1892, morte le 29 janvier 1968) était l'épouse du premier ministre d'Israël, David Ben Gourion au pouvoir de 1948 à 1963. Mme Ben Gourion, discrète et effacée, sera connue pour ses visites obligées dans les hôpitaux, écoles et autres institutions sociales israéliennes. 